# Melaleuca spectabilis
Melaleuca spectabilis är en myrtenväxtart som först beskrevs av Bryan Alwyn Barlow och Lyndley Alan Craven, och fick sitt nu gällande namn av Lyndley Alan Craven och Lepschi. Melaleuca spectabilis ingår i släktet Melaleuca och familjen myrtenväxter. Inga underarter finns listade i Catalogue of Life.